# 우병우
우병우(禹柄宇, 1966년 1월 28일~)는 대한민국의 검사 출신 변호사, 전 정무직공무원이다. 박근혜 정부 제4대 민정수석비서관을 지냈다.
1987년 제29회 사법시험에 합격하고, 1990년부터 23년간 검사로 활동한 후 변호사가 되었다. 2014년 민정수석실 비서관으로 임용되었다가 2015년 수석비서관으로 승진하여 2016년 10월 30일까지 재직했다.
2017년 12월 구속되어 1년 넘게 수감되었으나, 2021년 9월 16일 대법원은 일부 혐의만 유죄로 판단해 징역 1년을 선고한 원심판결을 확정했다. 우병우는 16개 혐의로 기소되어 13년형이 구형되었으나, 2개 혐의만 일부 유죄로 인정되었고 형량 이상을 복역했다.

## 생애
우병우는 1966년 경상북도 봉화군에서 태어났고 영주에서 초등학교, 중학교, 고등학교를 다녔다. 1984년 서울대학교 법과대학에 입학했다. 빠른 1966년생으로 1965년생과 함께 84학번으로 대학에 입학한 그는 1987년 대학교 4학년 때 만 21세의 나이로 제29회 사법시험에 최연소 합격하였다. 이후 신체검사를 받아 ‘질병 또는 심신장애’를 이유로 신체등급 5급 제2국민역을 판정을 받아 군 복무를 사실상 면제받았다. 사법연수원 수료 후 특수부 계통의 검사로 활동했다.
서울지방검찰청에서 검사 생활을 시작해 2003년 부부장검사로 승진한 뒤 법무부-서울중앙지방검찰청-대검찰청 근무를 차례로 거쳤다.
김대중 정부 시기에는 ‘이용호 게이트’ 특별검사팀에서 파견검사로 일했다.
예금보험공사 내 부실채무기업특별조사단장으로 파견돼 첨단 자금추적 기법을 익혔으며, 2008년 서울중앙지방검찰청 금융조세조사2부장 재직 중 이명박 대통령 부인 김윤옥 여사 사촌언니인 김옥희 씨를 공천사기 혐의로 구속했다. 당시 제주 제피로스 골프장 대주주 정 모씨를 횡령 혐의로 구속하면서 그는 전 대통령 노무현의 고교 동창인 정화삼 씨가 제피로스 골프장 대표을 역임한 사실을 확인했다. 이로 인해 대주주 정씨가 정화삼 씨를 통해 정ㆍ관계 로비를 벌였을 가능성이 불거졌고, 금융조세조사2부는 노무현 측으로 수사를 확대하여 노무현과 가까운 우리들생명과학 김수경 이사장, 제피로스 골프장 정화삼 대표 등의 탈세의혹 수사를 진행했다.
2009년 대검찰청 중앙수사부 중앙수사1과장으로 근무하며 홍콩을 비롯한 박연차의 국외 비밀계좌를 대거 확보하는 성과를 거뒀다.
2009년 1월 대검찰청 중앙수사부 중앙수사1과장으로 제16대 대통령 노무현에 대한 박연차 로비 사건 수사를 담당했다. 2009년 5월 23일 노무현 서거 이후에도 대검찰청 범죄정보기획관, 수사기획관 등 검찰 요직을 두루 거쳤으나, 2011년 인천지검 부천지청장이 된 뒤 2013년 4월 검사장 승진에서 탈락하며 검사 생활을 마감했다.
2014년 박근혜 정부의 민정수석실 비서관이 된 뒤, 2015년 1월 인사개편에 따라 민정수석실 수석비서관으로 승진하였다. 2016년 10월 30일 민정수석비서관에서 사퇴하였다.

### 국회 청문회 출석 및 기소
검찰조사를 받기 위해 검찰청을 찾았을 때 검찰청사 포토라인에서 한 기자의 질문에 그 기자를 노려보는 것으로 응수해 여론의 뭇매를 맞았다. 최순실게이트 핵심인물로 청문회 증인으로 채택됐으나 출석하지 않는 것은 물론 자택까지 비워 법망을 피하자 제17대 국회의원 정봉주는 현상금 펀딩 계좌를 개설했다. 이에 정봉주를 위시한 시민들로부터 현상수배되었고 2016년 12월 13일 우병우는 연합뉴스를 통해 12월 19일 열리는 청문회에 출석하겠다는 뜻을 밝혔다. 2016년 12월 13일 현재 현상금 1800만 원까지 모였고 정봉주는 우병우의 청문회 출석 여부를 확인한 뒤 모인 돈을 '박근혜정권퇴진비상국민행동'에 기부할 것이라고 밝혔다. 5차 국회 청문회가 예정 날짜보다 3일 늦춰진 2016년 12월 22일에 열렸고 이날 출석했다.
2017년 4월 12일 우병우에 대한 검찰의 구속 영장 청구가 기각되었다. 4월 17일 검찰은 우병우 전 민정수석을 불구속 기소하고 개인비리는 무혐의 처분했다. 2017년 12월 15일 3번째 영장 끝에 결국 직권남용 권리행사방해 혐의로 구속됐다. 이후 국정농단 방조 혐의와 관련해 2018년 2월 1심에서 징역 2년 6개월을 선고받았고, 불법 사찰 혐의로 2018년 12월 징역 1년 6개월을 추가로 선고받아, 총 징역 4년을 선고받았다. 이후 2019년 1월 3일 구속 기간이 만료되어 석방되었다.

## 주요 수사 사건
1993년 경주대학교, 서라벌대학 이사장 김일윤 전 의원을 횡령혐의로 기소했고, 2001년 이용호 게이트 특검에 파견되기도 했다. 삼성에버랜드 전환사채 헐값 매각 사건에서도 수사에 많은 공헌을 했으며, 대구 유니버시아드 휘장 비리 사건 수사에서는 강신성일 의원, 박주천 전 의원, 김명규 가스공사 사장, 박명환 전 의원 등을 구속시켰다.

### 노무현 뇌물 수수 혐의 수사
2008년 12월 대한민국 제16대 대통령 노무현의 형 노건평이 뇌물 수수혐의로, 박연차 태광실업 회장이 정관계에 뇌물을 공여한 혐의로 각각 구속되었다. 그 뒤, 검찰 수사진이 전면 교체되었다. 2009년 1월, 이인규는 중앙수사부 부장에 임명되었고, 홍만표는 수사기획관에, 우병우는 중앙수사1과장에 임명되었다. 노무현에 대한 수사는 몇 개월에 걸쳐 이루어졌고, 주변인물, 일가족 등을 차례 차례 소환하였다. 중수부는 3월 중에 노무현의 측근 민주당 이광재 의원 등을 구속했고, 4월에는 노무현의 배우자 권양숙과 노무현을 소환해 조사하기에 이르렀다. 우병우 중앙수사1과장은 이 사건의 주임검사로 윗선의 반대에도 불구하고 노무현에 대한 구속 영장 청구를 주장하며 고집을 굽히지 않았다고 한다. 우병우가 노무현과 독대한 자리에서 "노무현 씨, 당신은 더 이상 대통령도 사법고시 선배님도 아닌 그저 뇌물 수수 혐의자로서 이 자리에 앉아 있는 것"이라고 말하였다는 언론 보도가 있었으나, 우병우 본인은 2016년 12월 22일 국회 청문회에서 해당 발언을 한 적이 없다고 전면 부인하였다. 노무현 전 대통령 검찰 출두 조사시 동석했던 문재인 전 비서실장도 우병우가 그런 발언을 한 적이 없다고 말했다. 당시 조사 장면은 녹화 영상으로 남아 있고 문재인 전 비서실장의 증언도 있어서 손혜원 의원은 루머를 사실로 믿은 자신의 잘못을 인정하였다.
검찰 수사과정에 대한 일부 문제 제기가 있었다. 무죄추정의 원칙과 피의사실 공표 금지 원칙이 지켜지지 않은 채 언론을 통해서 공공연히 흘러나오고 시시각각 브리핑 되었다. 권양숙이 선물로 받은 고가의 시계를 논두렁에 버렸다는 자극적이고 선정적인 보도가 이어지면서 노무현을 '공공의 적'으로 몰았다. 훗날 당시 중수부장이었던 이인규는 권양숙이 시계를 받고 버린 건 사실이지만, 논두렁에 버렸다는 자극적인 이야기는 사실이 아니었으며 국정원의 여론 공작이었다고 폭로했다.
그럼에도 불구하고 노무현의 뇌물 수수 의혹은 수사가 진행될 수록 커져만 갔다. 아내가 뇌물을 받았다는 노무현의 주장과는 달리, 박연차는 검찰 조사에서 노무현이 직접 전화를 걸어 자녀들의 집 장만을 위한 100만 달러를 요구했다고 일관되게 진술하였고, 정상문 청와대 총무비서관을 통해 요청을 받고 차명계좌에서 노무현의 아들 노건호와 조카사위 연철호가 동업하는 기업에 500만 달러를 송금한 사실도 밝혀졌다. 박연차와 노무현은 절친한 친구 사이로 노무현의 어려움을 알고 있는 박연차가 선의로 도와준 것을 마치 노무현이 뇌물을 요구한 것처럼 조중동에 왜곡된 사실을 흘려 노무현을 궁지에 몰아넣었다. 이같은 뇌물 수수 직접 개입 의혹이 수면으로 부상하면서 궁지에 몰리게 되자, 노무현은 2009년 5월 23일 자택 뒷산인 봉화산 부엉이 바위에서 투신하였다.
노무현이 사망하면서 법무부는 노무현의 뇌물 수수 의혹에 대한 검찰 수사를 공소권 없음으로 종결시켰다. 수사가 중단된 후에도 우병우는 박연차의 진술 외에도 노무현의 뇌물 수수를 입증하는 증거는 많다고 강조하였다.
이 사건을 수사했던 검사들 대부분이 검찰 조직에서 물러나거나 승진에 실패하였다. 우병우 역시 예외는 아니어서 검사장 승진에 연속으로 실패하였는데, 검찰 조직 내에서 승승장구하던 그는 이를 노무현 뇌물 수수 의혹 수사로 인한 불이익으로 여겨 사직하였다.

### 안상영 뇌물수수 사건
우병우가 서울중앙지방검찰청 특수2부 부부장검사이던 2004년 1월 29일 부산지방검찰청에서 구속돼서 재판을 받고 있는 안상영 부산광역시장에 대한 혐의를 적발하여 "안상영을 조사하겠다"며 부산구치소에서 서울구치소로 이감하면서 구치감에 하루 종일 부르지 않고 방치하다가 서울구치소로 돌아간 안상영이 부산구치소로 이감된 뒤 하루만에 스스로 목숨을 끊자 우병우가 징계 대상에 거론되었지만 서울중앙지방검찰청 검사장이던 서영제가 강하게 반발하면서 기관경고로 그치게 한 것과 관련하여 당시 상황을 잘 아는 법조계의 한 관계자는 "안상영 시장이 모멸감을 느껴서 스스로 목숨을 끊은 것으로 안다"고 말했다.

## 직권남용으로 사찰 지시
우병우는 직권을 남용하여 국가정보원 TS산하 국내 정보 수집 업무를 담당하는 CZ국장인 추명호와 공모해 국가정보원 직원들에게 이석수 특별감찰관과 김진선 평창동계올림픽 조직위원장의 정보를 수집·보고하도록 하였다.
2021년 9월 16일 대법원 3부는 직권남용권리행사방해 죄로 우병우에게 징역 1년을 확정했다.

## 논란

### 태도 논란
검사 초년병시절 대구지방검찰청 경주지청에 근무하면서 "업체를 수사한다"고 압수수색을 실시하고는 다음날 휴가를 가버렸다. 이때 상관이 "휴가를 가지 말라"고 했음에도 휴가를 갔던 우병우는 1년만에 밀양지청으로 좌천됐다.

### 재산 증식
2014년 청와대 민정비서관으로 임명되며 공개한 재산은 423억 3230만 원으로, 대부분은 골프장을 운영하던 장인 이상달 회장(기흥컨트리클럽, 정강중기, 정강건설)에게서 물려받은 재산이다.
기흥컨트리클럽은 전두환 정부 시절 퇴직 경찰관의 모임인 경우회가 사업권을 받아 정강중기의 이상달의 자본을 가지고 추진한 골프장 사업인데, 이 사업의 지분의 과반수 이상이 이상달과 그 지인에게 넘어간 것이 드러나자 1993년 5월 경찰은 이상달이 전직 치안본부장 등 경우회 간부에 뇌물을 공여했는지를 조사하기 시작했다. 결국 6월에는 전 치안감이자 경우회 이사인 옥기진이 이상달에게서 다방운영권을 넘겨받아 이익을 챙겼다며 배임수재 혐의로 이상달과 함께 구속되었고, 7월에는 이인섭 전 경찰청장이 이상달에게 1천만 원을 받았다며 뇌물 수수 혐의로 구속되었다. 결국 서울형사지법 합의21부는 이상달에게 배임 및 뇌물공여죄로 징역 3년형을 선고했다. 하지만 전직 치안총수가 구속되는 등 큰 파문을 일으켰던 이 사건의 주범인 이상달이 우병우로 인해 큰 화는 면했다는 말도 있다.

### 넥슨코리아 부동산 매입 논란
2016년 7월 18일 조선일보의 기사에 따르면 장인인 이상달 회장이 자신의 네 딸에게 상속한 1300억 원대 부동산을 넥슨이 매입해줬다는 기사가 보도되었다. 이상달의 사망 후 상속세 납부 등을 위해 이 부동산을 팔려고 내놓았지만 2년 넘게 팔리지 않아 거액의 상속세로 고민하던 중에 넥슨이 이 부지를 매입해 줬다는 것이다. 그럼으로써 김정주 넥슨 대표와 절친한 사이였던 진경준 검사장의 주선으로 부동산 거래가 이루어진 것이 아니냐는 의혹이 일었다. 이미 넥슨은 진경준과의 '주식 파문'으로 문제가 되고 있는 와중이었는데, 이 사건이 불거지면서 김정주가 진경준 외에도 우병우와도 위법적 연결이 있는 것이 아니냐는 의심을 샀다. 이에 우병우 민정수석은 조선일보 보도는 사실무근이라며 모든 의혹을 일축하고 의혹을 보도한 조선일보 기자를 출판물에 의한 명예훼손으로 서울중앙지검에 고소했다. 2017년 4월 17일 검찰은 부동산 매매 의혹에 관해 무혐의 처분을 내렸다.

### 정운호 몰래 변론 의혹
2016년 7월 19일 경향신문은 우병우가 정식 수임계를 내지 않고 홍만표 변호사와 정운호 전 대표의 변론을 맡았다는 의혹을 제기하였다. 또한 우병우는 정운호와 홍만표를 연결시켜준 홍만표의 고교 후배자 법조브로커 이민희와도 어울려 다녔다고 확인하였다. 우병우는 검찰을 떠나 청와대 민정비서관으로 기용될 때까지 변호사로 1년 동안 활동하였는데 이 때 홍만표와 함께 여러 사건을 맡았고 정운호도 이들의 고객 중 한 사람이었다는 것이다. 또한 홍만표가 변론한 '도나도나'라는 양돈업체의 다단계 사기 사건과도 관련된 것으로 알려졌다. 우병우는 입장자료를 통해 "100% 허위보도이며 찌라시 수준의 소설 같은 얘기"라며 의혹을 부인했다. 우병우 전 수석의 수임료 내역을 전수 조사하고 계좌를 추적했던 검찰은 2017년 4월 17일 수임료 비리 의혹에 관해서 무혐의 처분을 내렸다.

### 국회 불출석 및 위증·특별감찰관법 위반·강요·직권남용·직무유기 논란
우병우는 2014년 5월 12일부터 2015년 1월 22일까지 대통령비서실 K수석비서관 산하 L비서관, 2015년 1월 23일부터 2016년 10월 30일까지 대통령의 직무를 보좌하는 대통령비서실 K수석비서관(차관급 정무직공무원)으로 각 근무하였다.
검사는 우병우가 국가 사정 관련 정책·조정 업무라는 L비서관의 직권을 남용하여 Y으로 하여금 공정거래위원회 전원회의에서 검찰고발이 필요하다는 내용의 '심사관 조치의견' 문건을 제출하게 하고 기존 조사결과와 고발지침에 벗어난 의견을 진술하도록 함으로써 의무 없는 일을 하게 하였다며 직권남용권리행사방해 및 강요 죄로 기소하였다. 또한 문화체육관광부 국·과장에 대한 좌천성 인사조치 요구로 인한 직권남용권리행사방해 및 강요, 문화체육관광부 I담당관에 대한 좌천성 인사조치요구로 인한 직권남용권리행사방해 및 강요, H에 대한 부당 현장점검으로 인한 직권남용권리행사방해의 점이 있다고 보았다.
또한 우병우가 위력으로 특별감찰관 등 또는 파견공무원의 직무수행을 방해하였다고 특별감찰관법위반, 우병우가 대통령비서실 소속 AY, 대통령과 특수관계에 있는 AZ 등에 대한 비위를 인지하고도 엄정한 감찰을 해야 할 직무를 포기한 채 오히려 그 진상을 은폐하는 데 적극 가담함으로써 정당한 이유 없이 K수석으로서의 직무를 유기하였다고 보고 직무유기 죄로 기소하였다.
2016년 9월 7일 우병우는 서울특별시 종로구에 위치한 청와대 내 K수석 사무실에서 '아들에 대한 의경 보직 특혜 의혹, 가족 회사인 AI의 법인자금 횡령, 배임 의혹, 특별감찰관실 해체 관여 의혹' 등에 관하여 2016년도 국정감사 증인으로 2016년 10월 21일 오전 10시에 국정감사장인 국회운영위원회 회의장(본관 319호)에 출석할 것을 요구하는 대한민국 국회 국회운영위원회 위원장 명의의 '증인출석요구서'를 송달받았다. 그러나 2016년 10월 19일 우병우는 국정감사장에 출석하여 증언할 경우 이와 같은 자신의 개인 비리 의혹 등에 대한 수사가 진행 중인 사건에 영향을 미칠 수가 있다는 등의 이유로 불출석 사유서를 제출하였고, 2016년 10월 21일 예정된 국정감사장에 출석하지 아니하였다.
2017년 1월 2일에는 서울특별시 강남구 GM에 있는 주거지에서, 'S 정부의 BA 등 민간인에 의한 국정농단 의혹 사건 진상규명을 위한 국정조사 특별위원회'의 '금융계 인사 개입 관련' 신문을 위해 2017년 1월 9일 오전 10시 경 서울특별시 영등포구 의사당대로 1 국회 본관 245호 회의장에 증인으로 출석하라는 이 사건 특별위원회 위원장 명의의 출석요구서를 송달받았음에도 출석하지 아니하였다.
검사는 이를 정당한 이유 없이 출석하지 않은 것으로 보고 국회에서의증언·감정등에관한법률위반으로 보았다.
또한 우병우가 국회 특별위원회의 청문회 증인으로 출석해 '세월호 사건 광주지검 수사팀 외압 의혹'과 관련하여, 사실상 압수수색 하지 말라는 취지로 전화한 것이었음에도 상황만을 파악했다는 등 자신의 기억과 반하는 허위 진술을 해 위증하였다며 국회에서의증언·감정등에관한법률위반으로 보고 기소하였다.
2018년 2월 22일 서울중앙지방법원 제33형사부는 국회에서의 증언·감정 등에 관한 법률 위반, 특별감찰관법위반, 강요, 직권남용권리행사방해, 직무유기 죄로 기소된 우병우에게 징역 2년 6개월을 선고하였다. 재판부는 공소사실 중 문화체육관광부 국·과장에 대한 좌천성 인사조치 요구로 인한 직권남용권리행사방해 및 강요의 점, 문화체육관광부 I담당관에 대한 좌천성 인사조치요구로 인한 직권남용권리행사방해 및 강요의 점, H에 대한 부당 현장점검으로 인한 직권남용권리행사방해의 점, 2017년 1월 9일 국회 불출석으로 인한 국회에서의증언·감정 등에관한법률위반의 점은 각 무죄를 선고하였다. 또한 공정거래위원회에 대한 검찰고발 진술 요구로 인한 강요의 점에 대해 무죄로 보았으나 경합 관계에 있는 직권남용권리행사방해를 인정하여 따로 무죄를 선고하지 않았고, 위증으로 인한 국회에서의증언·감정등에관한법률위반의 점은 공소를 기각하였다.
항소심 재판부는 유죄 인정 부분에 대해 원심판결을 파기하고 무죄를 선고했다.
2021년 9월 16일 대법원 3부는 항소심 재판부의 판결을 확정했다.

## 가족
아버지 우용구는 영주 이산국민학교에서 교사로 활동하였다. 우병우에게는 동생이 2명 있다.신해룡 이재명과 같은 영주 출신으로 유명하다 집안 가족이라고 한다.

## 학력
- 영주초등학교
- 영주중학교
- 1984년: 영주고등학교(현재의 한국철도고등학교) 졸업
- 1988년: 서울대학교 법과대학 법학과 학사

## 경력
- 1987년 제29회 사법시험 합격
- 1990년 제19기 사법연수원 수료
- 1990년 서울지방검찰청 검사
- 1992년 8월 대구지방검찰청 경주지청 검사
- 1993년 창원지방검찰청 밀양지청 검사
- 1994년 2월 수원지방검찰청 검사
- 1997년 2월 제주지방검찰청 검사
- 1999년 2월 법무부 국제법무과
- 2001년 서울지방검찰청 동부지청 형사6부
- 2001년 12월 ~ 2002년 3월 이용호게이트 특검팀 특별 수사관
- 2002년 춘천지방검찰청 영월지청장
- 2003년 8월 서울지방검찰청 부부장
- 2004년 6월 대구지방검찰청 특수부 부장
- 2005년 4월 법무부 법조인력정책과 과장
- 2007년 2월 서울중앙지방검찰청 부장검사 (예금보험공사 부실채무기업특별조사단장 파견)
- 2008년 3월 서울중앙지방검찰청 금융조세조사2부 부장검사
- 2009년 1월 대검찰청 중앙수사부 중앙수사1과장
- 2009년 8월 대검찰청 범죄정보기획관(차장검사)
- 2010년 7월 대검찰청 수사기획관(차장검사)
- 2011년 8월 인천지방검찰청 부천지청장
- 2012년 7월 법무연수원 연구위원
- 2013년 4월 의원면직
- 2013년 5월 변호사우병우법률사무소 개소
- 2014년 5월 대통령비서실 민정수석실 민정비서관
- 2015년 1월 ~ 2016년 10월 : 대통령비서실 민정수석비서관
- 변호사우병우법률사무소 대표